# Henryk Stanisław Dinter
Henryk Stanisław Dinter (ps. Roman, Szczerbiecki, ur. 29 marca 1912 w Łodzi, zm. 4 września 1980 tamże) – polski pedagog społeczny, pracownik socjalny, nauczyciel i pisarz.

## Życiorys

### Okres międzywojenny
Urodził się i wychował w rodzinie robotniczej. W Łodzi ukończył Seminarium Nauczycielskie im. Ewarysta Estkowskiego. Naukę kontynuował do 1934 na Oddziale Łódzkim Wolnej Wszechnicy Polskiej (Wydział Pedagogiczny). Potem pracował jako nauczyciel i wychowawca w Łodzi. Organizował też letnie kolonie dziecięce i młodzieżowe. 
Od 1935 do 1938 uczył się w Studium Pracy Społeczno-Oświatowej Wolnej Wszechnicy Polskiej w Warszawie, gdyż jesienią 1935 przeniósł się do tego miasta. Pracę dyplomową (1938) napisał na temat: Środowisko podsądnych warszawskiego Sądu dla Nieletnich. W tym okresie poznał Józefa Czesława Babickiego, z którym silnie związał się zawodowo i z którym współpracował ściśle do jego śmierci w 1952. 

### II wojna światowa
We wrześniu 1939 był kierownikiem IV Okręgu Komitetu Samopomocy Społecznej, a potem powierzono mu stanowisko Okręgowego Kierownika Opieki Społecznej przy Delegaturze Rządu na Kraj. Zajmował się wówczas organizowaniem pomocy dla Polaków represjonowanych przez Niemców, podlegając organizacyjnie Zofii Kossak-Szczuckiej. W 1941 Helena Radlińska zobowiązała go do przygotowania tajnego kompletu studiów z zakresu pedagogiki społecznej, który nadzorował do 1944. Od 1941 do 1944 był też wykładowcą pedagogicznych kursów dokształcających finansowanych przez Tajne Stowarzyszenie Uczestników Walki o Szkołę Polską pod kierownictwem Józefa Czesława Babickiego. Podczas wojny pozostawał w szeregach Służby Zwycięstwu Polsce, ZWZ i AK, jak również walczył w powstaniu warszawskim (104 Kompania Syndykalistów), odesławszy wcześniej rodzinę do Nieborowa. Po upadku powstania opuścił stolicę wraz z ludnością cywilną i przez obóz przejściowy w Pruszkowie (Dulag 121) przedostał się do Łyszkowic.

### Okres powojenny
Po zakończeniu II wojny światowej udał się do Łodzi, gdzie w 1945 został dyrektorem Centrum Szkolenia Pracowników Opieki Społecznej. W 1949 uzyskał tytuł magistra na podstawie pracy Program, formy i metody szkolenia państwowych referentów opieki społecznej. Po przekształceniach był dyrektorem Ośrodka Szkolenia Pracowników Socjalnych (do 1953). Potem pracował w sektorze szkolnictwa – do 1955 pełnił funkcję dyrektora zakładu wychowawczego w Grodkowie, w którym przebywały dzieci zagrożone moralnie.
W 1955 wrócił do Łodzi, gdzie wykładał w liceum nauczycielskim i był dyrektorem szkoły. Od 1967 do 1968 był pierwszym dyrektorem Policealnego Studium Pracowników Socjalnych, a w 1972 przeszedł na emeryturę, na której intensywnie działał społecznie. W 1980 zorganizował cykl seminaryjny o genezie powstania polskiej pedagogiki społecznej. Zmarł w Łodzi.

## Pisarstwo
W 1972 wydał nakładem beletryzowane wspomnienia z powstania warszawskiego Patrząc na warszawską Nike.... Dzieło zadedykował wnukom: Joannie, Piotrowi i Michałowi. Opublikował też prace o Łodzi: Dzieje wielkiej kariery. Łódź 1332-1860 (Wydawnictwo Łódzkie 1965) i Spod czarnych dymów. Łódź w latach 1861-1918 (Wydawnictwo Łódzkie 1978)..

## Odznaczenia
Odznaczony został m.in.:
- Krzyżem Walecznych (dwukrotnie – za działalność bojową w powstaniu warszawskim),
- Srebrnym Krzyżem Zasługi z Mieczami (za działalność cywilną w konspiracji),
- Medalem Wojska Polska swemu Obrońcy (czterokrotnie – za wojskową działalność konspiracyjną),
- Krzyżem Armii Krajowej,
- Warszawskim Krzyżem Powstańczym (pośmiertnie)[2].